# Oxyopes sertatus
Oxyopes sertatus là một loài nhện trong họ Oxyopidae.
Loài này thuộc chi Oxyopes. Oxyopes sertatus được Ludwig Carl Christian Koch miêu tả năm 1878.

## Hình ảnh

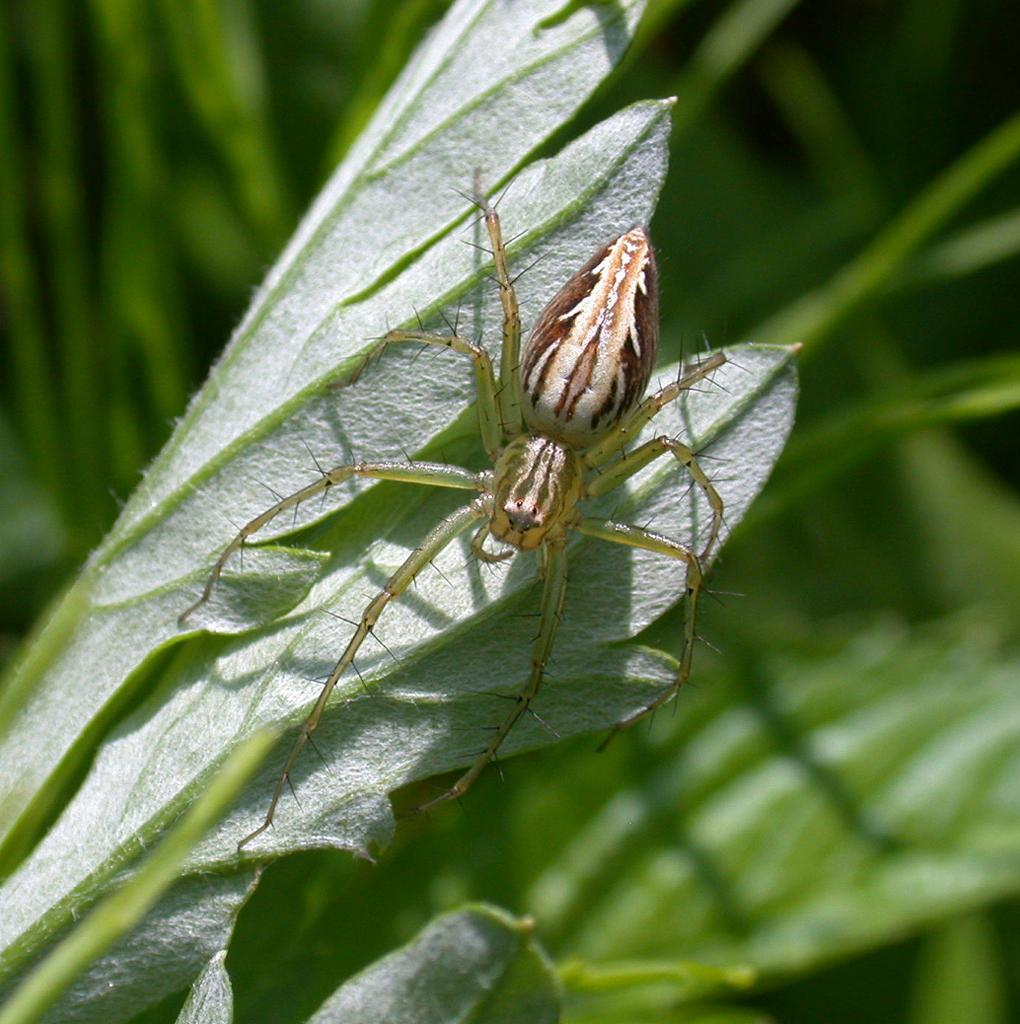
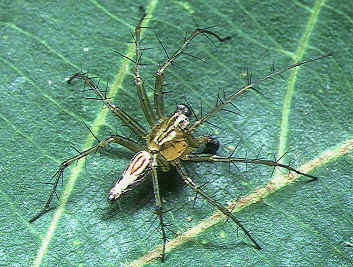
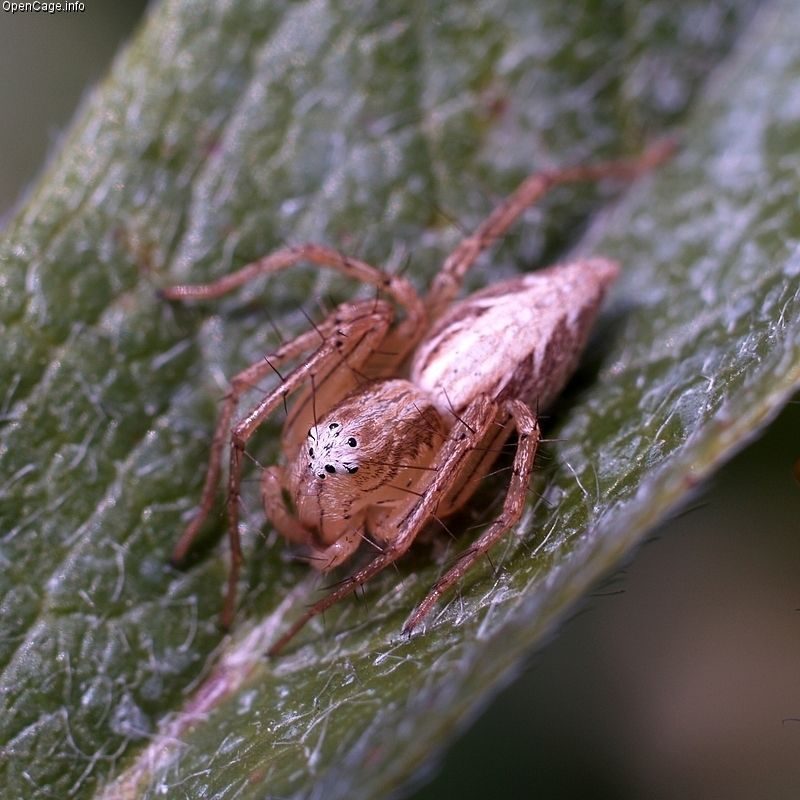
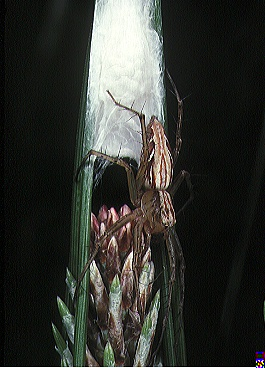